# مختار لمهان
مختار أمير لمهان (18 يناير 1990، تيزي وزو) لاعب كرة قدم جزائري، يلعب لشبيبة سكيكدة في الدوري الجزائري.

## روابط خارجية
- مختار لمهان على موقع قاعدة بيانات كرة القدم.إي يو (الإنجليزية)
- مختار لمهان على موقع Soccerway.com (الإنجليزية)